# Willie Jones (drummer)
William Jones (New York, 20 oktober 1929 - aldaar, 9 april 1993) was een Amerikaanse jazzdrummer van de modernjazz.

## Biografie
Jones bracht zichzelf in principe als autodidact het drumspel bij. Hij begon in 1953 in de band van Thelonious Monk en speelde daarna bij Cecil Payne, Joe Holiday, Charlie Parker, Kenny Dorham, Elmo Hope (1955) en J.J. Johnson. Ook was bij vaak invaller voor Max Roach in diens kwintet met Clifford Brown. In 1955 en begin 1956 behoorde hij tot de eerste uitgave van de Jazz Workshop van Charles Mingus, tot hij werd vervangen door Dannie Richmond, omdat hij tijdens een up-tempo-interpretatie van Cherokee zogenaamd gebrekkig speelde. Daarna was Jones werkzaam bij Randy Weston. Vanaf 1956 was hij tot 1959 de drummer van Lester Young. In 1961 speelde hij in het Arkestra van Sun Ra. Tijdens zijn latere levensjaren was hij voornamelijk daarmee bezig om in de scholen van zijn geboortestad een jazzopleiding te verankeren.

## Overlijden
Willie Jones overleed in april 1993 op 63-jarige leeftijd.

## Discografie
- 1958: Champion Jack Dupree: Blues from the Gutter (Atlantic Records)
- 1958: Elmo Hope: Meditations (Original Jazz Classics)
- 1953/54: Thelonious Monk: MONK (Prestige Records/Original Jazz Classics)
- 1955: Charles Mingus: Mingus at the Bohemia (Debut Records)
- 1956: Charles Mingus: Pithecanthropus Erectus (Atlantic Records)
- 1956: Randy Weston: The Modern Artof Jazz (Dawn Records/Fresh Sound Records)
- 1961: Sun Ra: The Futuristic Sounds of Sun Ra (Savoy Records)

- Bibliothèque nationale de France: cb13931416g (data)
- Gemeinsame Normdatei: 13441991X
- International Standard Name Identifier: 0000 0000 5514 6585
- Library of Congress Control Number: nr90006441
- MusicBrainz: 59f3d717-6d9b-42ee-ba67-e67853b81aab
- Nationale Bibliotheek van Israël: 987007413491005171
- Istituto Centrale per il Catalogo Unico: LO1V334617
- Virtual International Authority File: 56799324